# Tejido epidérmico

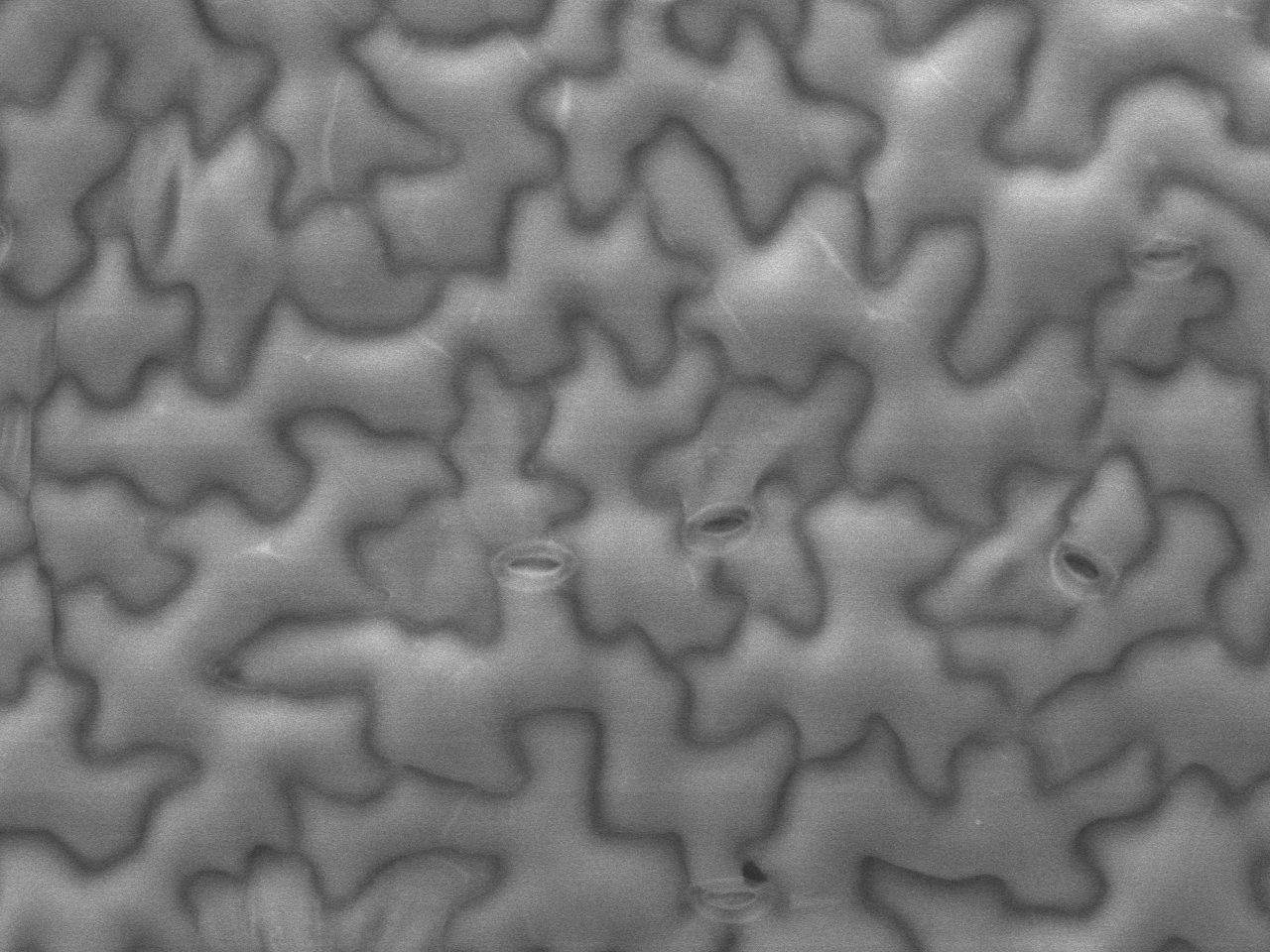
Imagen microscópica de la epidermis de una hoja de Arabidopsis thaliana, una dicotiledónea.

El tejido epidérmico vegetal es el protector vivo que recubre la superficie de toda la planta cuando esta posee una estructura primaria. Se considera que falta la epidermis en la caliptra de la raíz y en los meristemas apicales. Aparte de su función protectora también actúa mecánicamente, contribuyendo en parte al sostén, debido a la compatibilidad de sus células. Suprecursor meristemático es la protodermis del meristema apical caulinar en la plántula, y en las raíces, del meristema apical radical.
Es una capa impermeable y gruesa, y normalmente está formada por una sola capa heterogénea de células aplanadas, cuya función es proteger las células interiores, limitar la transpiración, secretar algunas sustancias, almacenar otras, e intercambiar gases con el medio ambiente.
La epidermis se conserva en aquellas plantas que tienen órganos únicamente con crecimiento primario, en cambio los órganos con crecimiento secundario la eliminan, forman
Sus células están recubiertas por una cutícula formada por cutina, microfibrillas de polisacáridos y ceras, constituida por una mezcla de poliésteres. Esta capa restringe tanto la transpiración como la entrada de dióxido de carbono, por lo que son los estomas los responsables de esta actividad. 

Sección transversal del tallo de una planta de lino mostrando en el exterior la epidermis. Desde el interior al exterior: 1.- médula, 2.- protoxilema, 3.- xilema, 4.- floema, 5.- esclerénquima (fibra basta), 6.- córtex, 7.- epidermis

## Funciones de la epidermis
Se puede sistematizar las funciones de la epidermis vegetal de la siguiente manera:
- protección contra la pérdida de agua, es decir, controla la pérdida de agua por evaporación, gracias a una capa impermeable llamada cutícula.
- protección contra otros factores abióticos (radiación UV, radiación visible demasiado intensa, etc.)
- protección contra factores bióticos (entrada de patógenos bacterianos, fúngicos...)
- Funciones de relación (coloreadas para mensajes de banner y para difusión de frutas)
- Funciones de absorción (agua y sales minerales, p. ej. fertilización foliar; daños por lluvia ácida...)

Para realizar estas múltiples funciones, la epidermis muestra un polimorfismo y heterogeneidad considerables y está formada por diferentes tipos de células.

## Descripción
La epidermis es la capa de células más externa del cuerpo primario de la planta; conforma el sistema de tejido dérmico de las hojas, tallos, raíces, flores, frutos y semillas; suele ser transparente (las células epidérmicas no poseen cloroplastos, excepto por las células oclusivas). Las células de la epidermis son variables funcional y estructuralmente. La mayoría de las plantas tiene una epidermis de una sola célula de espesor. Otras plantas, como Ficus elastica y Peperomia, las cuales tienen división celular periclinal dentro del protodermo de las hojas, tienen una epidermis de varias múltiples células de espesor. Las células epidérmicas están cercanamente unidas entre sí y otorgan a la planta fuerza mecánica y protección. Las paredes de las células epidérmicas de las partes aéreas de la planta contienen cutina, y están cubiertas por una cutícula. Esta última reduce la pérdida de agua hacia la atmósfera, y se encuentra a veces cubierta por cera en capas suaves o largos filamentos. Las capas gruesas de cera le dan a la planta un aspecto brillante y lustrado. La cera superficial actúa como una barrera de humedad y protege a la planta de irradiación intensa y viento. La cara inferior de la mayoría de las hojas poseen cutículas engrosadas para conservar el agua y reducir la transpiración. Es el encargado de recubrir a toda la planta y protegerla. Varía dependiendo del lugar donde se localiza la estructura celular. Encontramos células que presentan mayor grosor e su pared celular, las cuales forman la cutícula externa que evita la desecación da las plantas y le da un aspecto lustroso.  
El tejido epidérmico incluye varios tipos de células diferenciadas: células epidérmicas, oclusivas, anexas, y pelos epidérmicos (tricomas). Las células epidérmicas son las más numerosas, más grandes y menos especializadas. Son por lo general más elongadas en hojas de monocotiledóneas que en hojas de dicotiledóneas.
Los tricomas o pelos crecen hacia fuera desde la epidermis en muchas especies. En la epidermis radical, los pelos epidérmicos, llamados pelos radicales, son muy comunes y se especializan en la absorción de agua y nutrientes minerales.
En las plantas con crecimiento secundario, las raíces de la epidermis y los tallos suelen estar reemplazados por una peridermis, originada por la acción del felógeno.

## Elementos de la epidermis

### Células epidérmicas
Son células alargadas o isodiamétricas, y en corte transversal, rectangulares o elípticas, pero por lo general la forma depende del órgano en que se la encuentre. Son generalmente vivas y semejantes por su contenido a las células parenquimáticas, ya que poseen gran cantidad de vacuolas y los órganos normales de toda célula vegetal, con carencia de cloroplastos, excepto en algunas plantas acuáticas. Generalmente con pared primaria, con algunas excepciones en semillas.
Las paredes celulares epidérmicas pueden variar en espesor según las distintas especies y aún dentro de una misma planta de acuerdo con las condiciones ambientales del órgano estudiado. Normalmente la pared exterior es la más gruesa, pudiendo, en algunos casos, llegar a lignificarse. Básicamente se observan plasmodesmos en las paredes interiores y anticlinales. También se los puede hallar en la pared externa, llamándoselos ectodesmos, y por ellos saldrían al exterior la cutina, que formará la cutícula, las ceras, resinas, etc.             

### Estomas

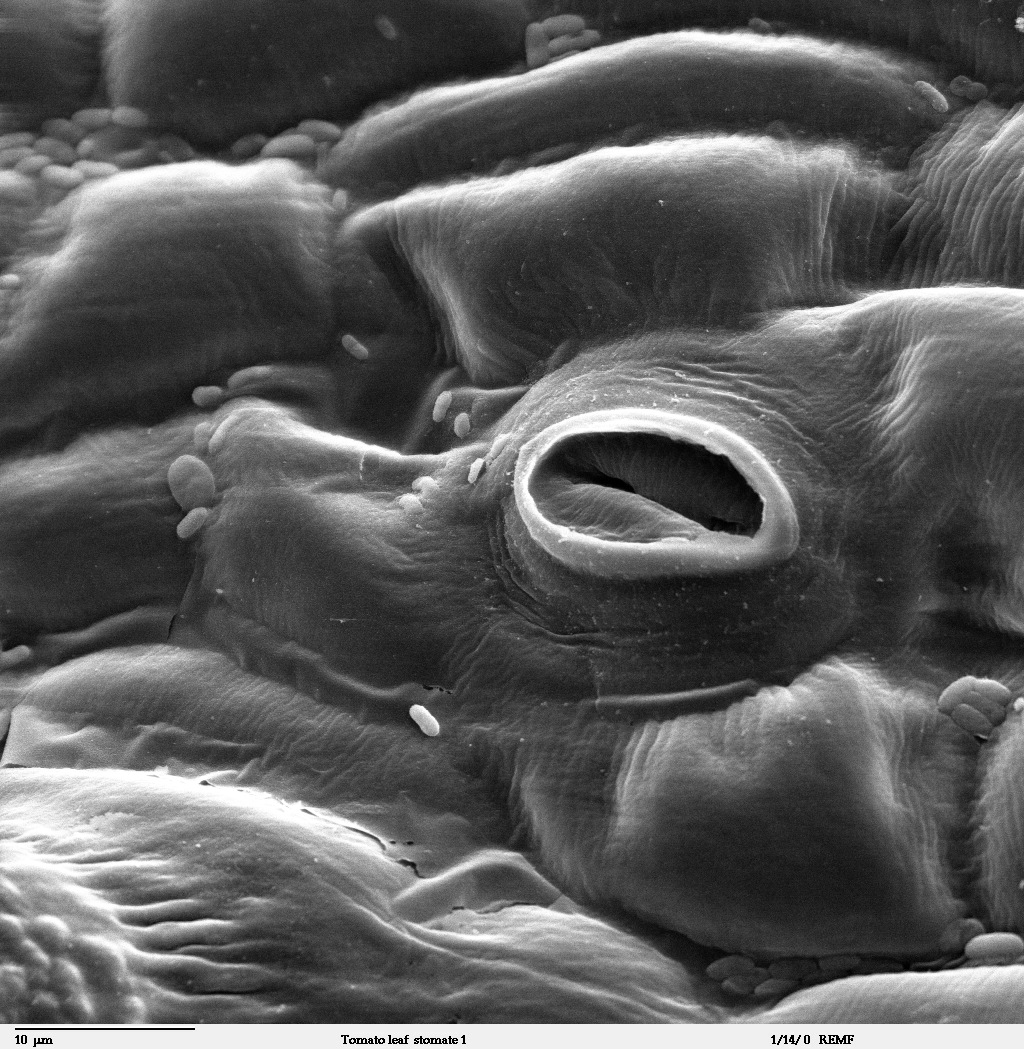
Estoma en una hoja de tomate (imagen microscópica)

Son dispositivos formados por dos células oclusivas que poseen la capacidad de sufrir un engrosamiento, dando libertad o no al ostíolo, que es un espacio que comunica el exterior con el interior de un espacio intercelular, llamado cámara subestomática. Las células oclusivas tienen un gran núcleo, muchos cloroplastos, y pocas vacuolas.
Según la presencia de estomas en la o las epidermis, una hoja se puede clasificar según las siguientes formas:
- anfistomática: los estomas se encuentran en ambas epidermis o caras de la hoja.
- epistomática: los estomas están solamente en cara adaxial o superior de la hoja.
- hipostomática: los estomas se encuentran sólo en la cara abaxial o inferior de la hoja.

### Tricomas
Los tricomas son excrecencias de origen epidérmico, muy variables en forma y estructura, y pueden desempeñar funciones de protección, absorción o secreción. Se encuentran en hojas, tallos, flores, frutos y semillas. Pueden ser pelos simples, escuamiformes, estrellados, etc., o glándulas secretoras de néctar, enzimas (como es el caso de las plantas carnívoras), terpenos, alcaloides, tulas, etc.

### Pelos absorbentes
Los pelos absorbentes o pelos radicales son prolongaciones tubulosas de algunas de las células epidérmicas de la zona pilífera de la raíz (rizodermis). Son unicelulares, muy largos (hasta 8 mm) y tenues, con contenido celular vivo en el estado funcional, muy vacuolizados y con paredes celulares muy finas, con muy poca cutícula. El núcleo ocupa habitualmente la extremidad del pelo.
Los pelos absorbentes tienen como función absorber el agua del suelo y las sustancias disueltas en ella. No todas las plantas los poseen (por ejemplo, la persea americana).

### Emergencias
Son células superficiales de mayor tamaño que las células epidérmicas típicas, formadas por estratos epidérmicos y subepidérmicos, como en el caso de los aguijones de la rosa.

## Epidermis en dicotiledóneas
Las células epidérmicas de ambas epidermis superior e inferior, son de forma poligonal con las paredes anticlinales generalmente sinuosas (irregulares, con profundos pliegues), son células vivas, incoloras, con presencia o ausencia de pelos.
La epidermis es continua, sin estomas; mientras que la epidermis inferior se ve interrumpida por los estomas, que presentan dos células oclusivas con forma de riñón. Los estomas y las células epidérmicas se distribuyen de manera desordenada.

## Epidermis en monocotiledóneas
Las células epidérmicas en las monocotiledóneas son relativamente peludas hexagonales o rectangulares, y desde un punto de vista en superficie, están dispuestas de manera ordenada, al igual que la disposición de los estomas.
Los estomas de las monocotiledóneas son iguales a los de las dicotiledóneas, salvo algunas excepciones como las familias ciperáceas y gramíneas, las cuales presentan varios tipos de células, además de las epidérmicas:
- Células largas: rectangulares con el borde ondulado (desde un punto de vista en superficie).
- Células cortas: pueden ser suberosas o silicosas. Las suberosas presentan las paredes impregnadas con suberina, mientras que las silicosas contienen sílice.
- Células buliformes: poseen pared delgada, se observan cuadrangulares en la superficie y tienen forma de gota en corte transversal. Su función es enrollar y desenrollar la hoja con los cambios de turgencia producidos por el mayor o menor contenido de agua.

## Epidermis en gimnospermas
Presenta células epidérmicas ordenadas, y los estomas (generalmente cubiertos por ceras y a veces obturados) se disponen en filas paralelas, en ocasiones formando bandas estomáticas.

## Diferenciación celular en la epidermis

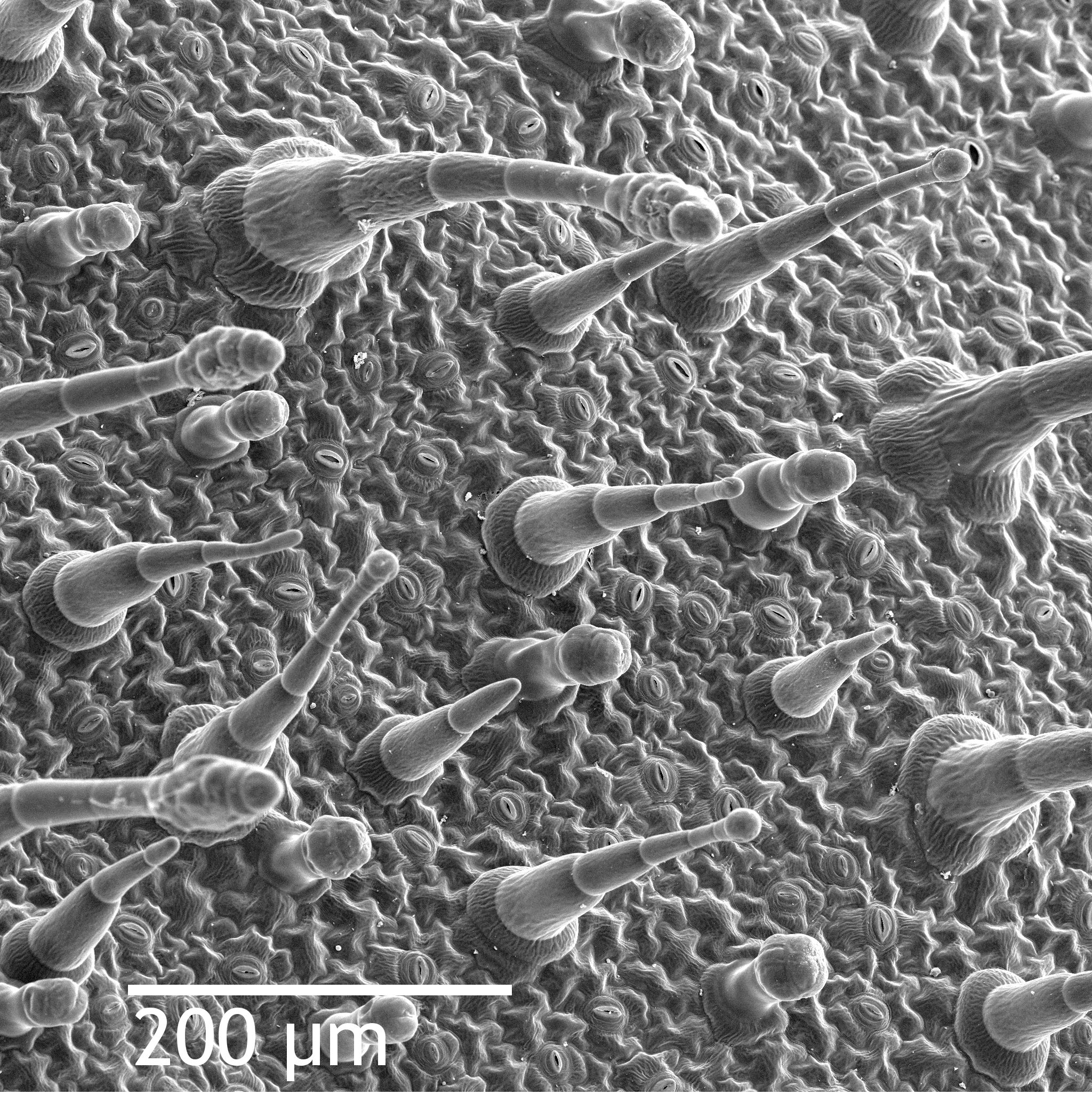
Imagen de microscopio electrónico de barrido de la epidermis de una hoja de Nicotiana alata, que muestra tricomas (apéndices similares a pelos) y estomas (hendiduras con forma de ojo, visibles a máxima resolución).

La epidermis vegetal consta de tres tipos principales de células: células del pavimento, células de guarda y sus células subsidiarias que rodean los estomas y los tricomas, también conocidos como pelos de las hojas. La epidermis de los pétalos también forma una variación de tricomas denominadas células cónicas.
Los tricomas se desarrollan en una fase distinta durante el desarrollo de la hoja, bajo el control de dos genes principales de especificación de tricomas: TTG y GL1. El proceso puede estar controlado por las hormonas vegetales giberelinas, e incluso si no están completamente controladas, las giberelinas ciertamente tienen un efecto en el desarrollo de los pelos de las hojas. GL1 causa endorreplicación, la replicación del ADN sin división celular posterior, así como expansión celular. GL1 activa la expresión de un segundo gen para la formación de tricomas, GL2, que controla las etapas finales de la formación de tricomas y provoca el crecimiento celular.
Arabidopsis thaliana utiliza los productos de genes inhibidores para controlar la formación de patrones de tricomas, como TTG y TRY. Los productos de estos genes se difundirán hacia las células laterales, impidiendo que formen tricomas y, en el caso de TRY, promoviendo la formación de células del pavimento.
La expresión del gen MIXTA, o su análogo en otras especies, más adelante en el proceso de diferenciación celular provocará la formación de células cónicas sobre los tricomas. MIXTA es un factor de transcripción.
La formación de patrones estomáticos es un proceso mucho más controlado, ya que el estoma afecta la capacidad de retención de agua y respiración de la planta. Como consecuencia de estas importantes funciones, la diferenciación de las células para formar estomas también está sujeta a las condiciones ambientales en un grado mucho mayor que otros tipos de células epidérmicas.
Los estomas son poros en la epidermis de la planta que están rodeados por dos células de guarda, que controlan la apertura y el cierre de la abertura. Estas células de guarda están a su vez rodeadas por células subsidiarias que proporcionan una función de apoyo a las células de guarda.
Los estomas comienzan como meristemoides estomáticos. El proceso difiere entre dicotiledóneas y monocotiledóneas. Se cree que el espaciamiento es esencialmente aleatorio en las dicotiledóneas, aunque los mutantes muestran que está bajo alguna forma de control genético, pero está más controlado en las monocotiledóneas, donde los estomas surgen de divisiones asimétricas específicas de las células del protodermo. La más pequeña de las dos células producidas se convierte en la célula madre de guarda. Las células epidérmicas adyacentes también se dividirán asimétricamente para formar las células subsidiarias.
Debido a que los estomas juegan un papel tan importante en la supervivencia de las plantas, la recopilación de información sobre su diferenciación es difícil por los medios tradicionales de manipulación genética, ya que los mutantes estomáticos tienden a ser incapaces de sobrevivir. Por lo tanto, el control del proceso no se entiende bien. Se han identificado algunos genes. Se cree que el gen TMM (Too many mouths) controla el momento de la especificación de la iniciación estomática y que el gen FLP (four lips) está involucrado en la prevención de la división posterior de las células oclusivas una vez que se forman.
El gen TMM participa en la regulación de la densidad y los patrones estomáticos. Codifica una proteína similar a un receptor que influye en el equilibrio entre los estomas y las células del pavimento en la epidermis. Las mutaciones en TMM pueden provocar patrones estomáticos anormales, incluidos grupos de estomas o una cantidad reducida de estomas en ciertos órganos. La proteína TMM interactúa con otros componentes de señalización para controlar el destino de las células fundamentales del linaje estomático (SLGC), lo que determina si permanecen en el linaje estomático o se diferencian en células del pavimento. 
Por otra parte, el gen FLP es fundamental para las etapas finales del desarrollo estomático. Codifica un factor de transcripción R2R3 MYB que controla la transición del ciclo celular a la diferenciación terminal en el linaje estomático.  La expresión de FLP se acumula justo antes de la división simétrica que produce las dos células oclusivas de un estoma. Las mutaciones en FLP dan lugar a complejos estomáticos anormales con cuatro o más células oclusivas en contacto, debido a la identidad persistente de las células precursoras y a divisiones extrasimétricas.
Las condiciones ambientales afectan el desarrollo de los estomas, en particular, su densidad en la superficie de la hoja. Se cree que las hormonas vegetales, como el etileno y las citocinas, controlan la respuesta del desarrollo estomático a las condiciones ambientales. La acumulación de estas hormonas parece causar un aumento de la densidad estomática, como cuando las plantas se mantienen en entornos cerrados.